# نادي عنة
نادي عنة الرياضي هو فريق كرة قدم عراقي مقره في عنة، الأنبار، يلعب في الدوري العراقي الدرجة الثالثة.

## روابط خارجية
- نادي عنه على Goalzz.com
- أندية العراق - تواريخ التأسيس